# Nosophora quadrisignata
Nosophora quadrisignata là một loài bướm đêm trong họ Crambidae.